# Fuente del Chivo

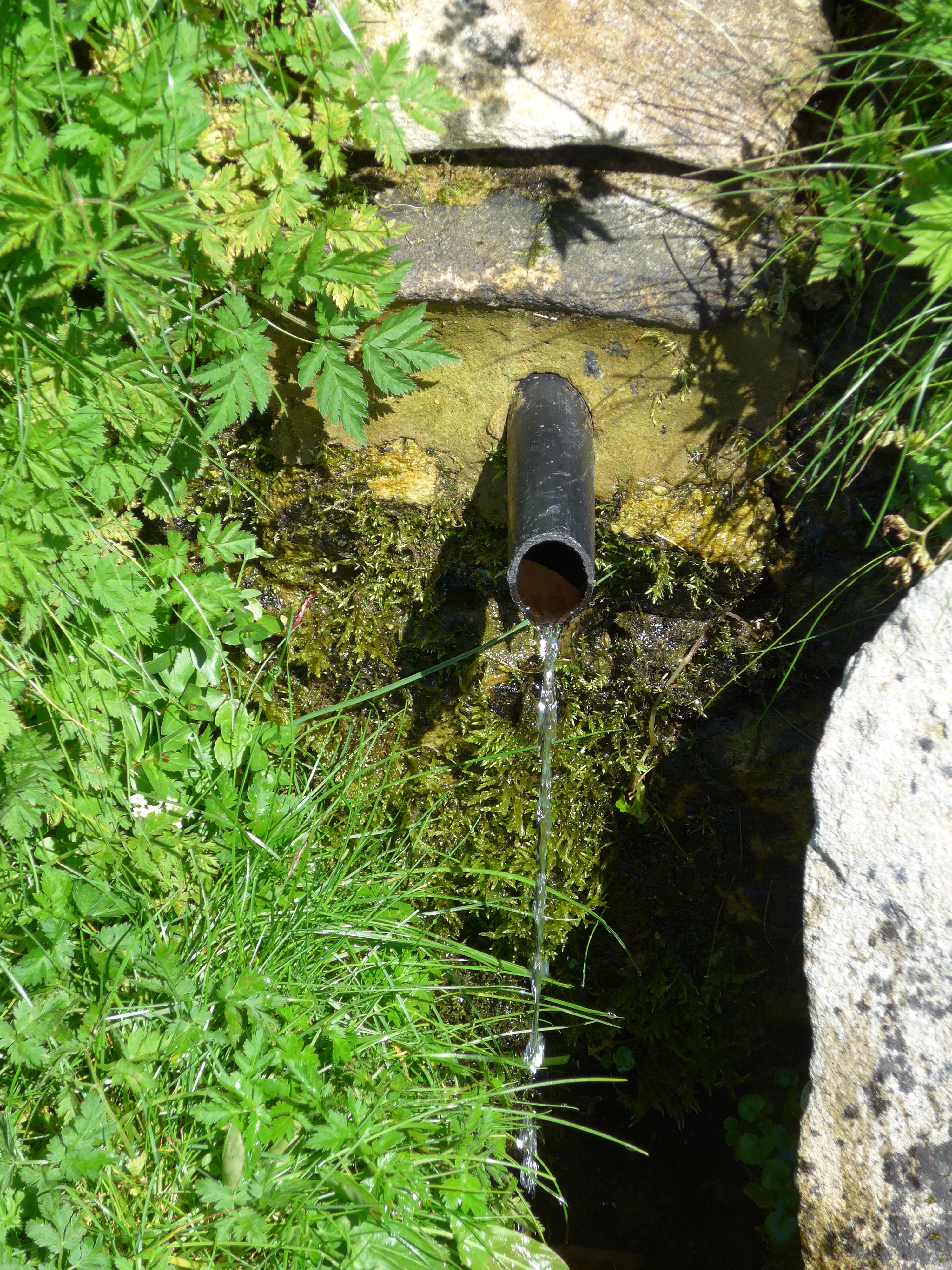
Manantial que bautiza al collado-mirador de la Fuente del Chivo

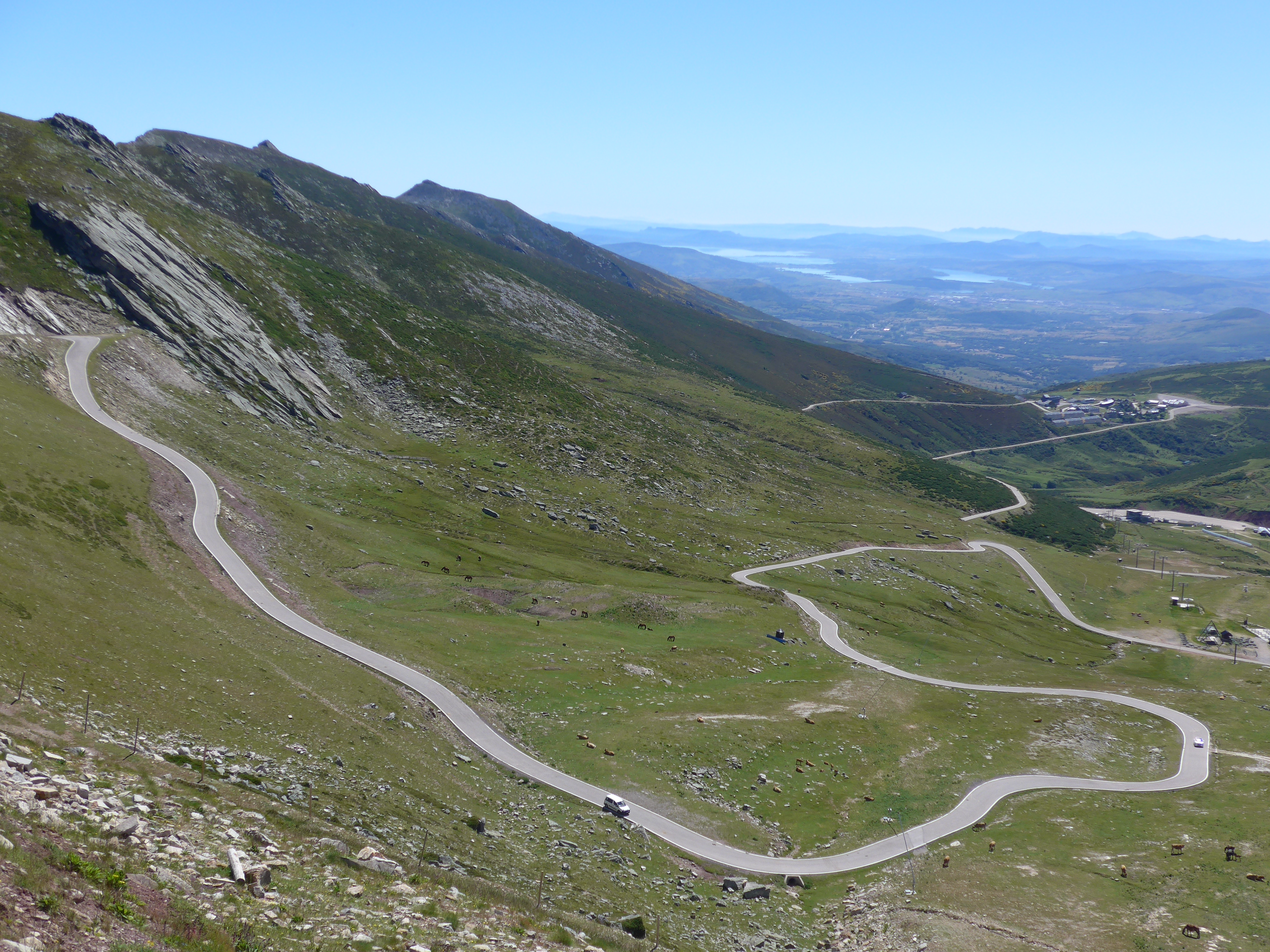
Último tramo de la carretera que une Brañavieja (1580 m) con la Fuente del Chivo (1992 m)

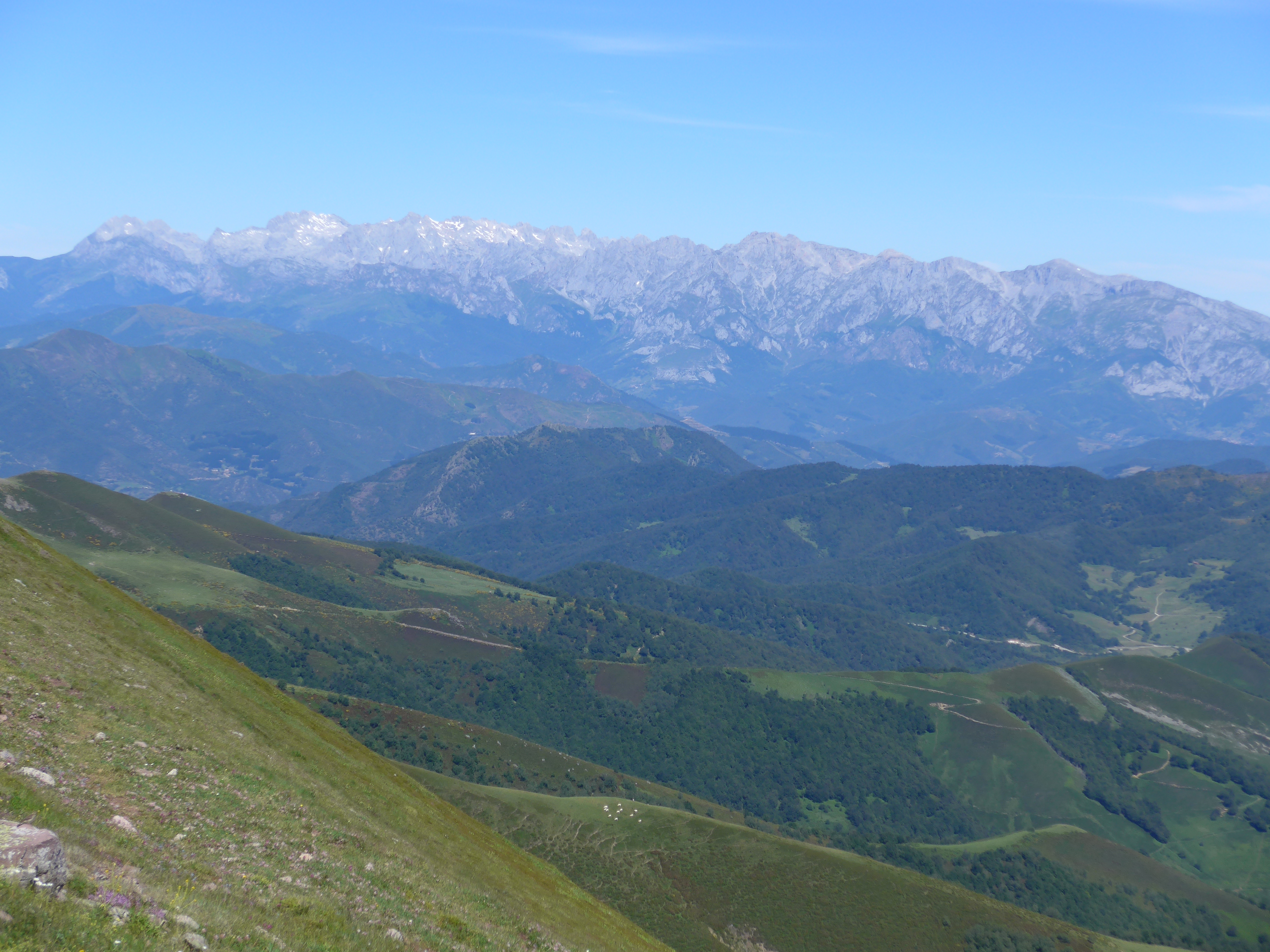
Macizos oriental y central de Picos de Europa contemplados desde la Fuente del Chivo

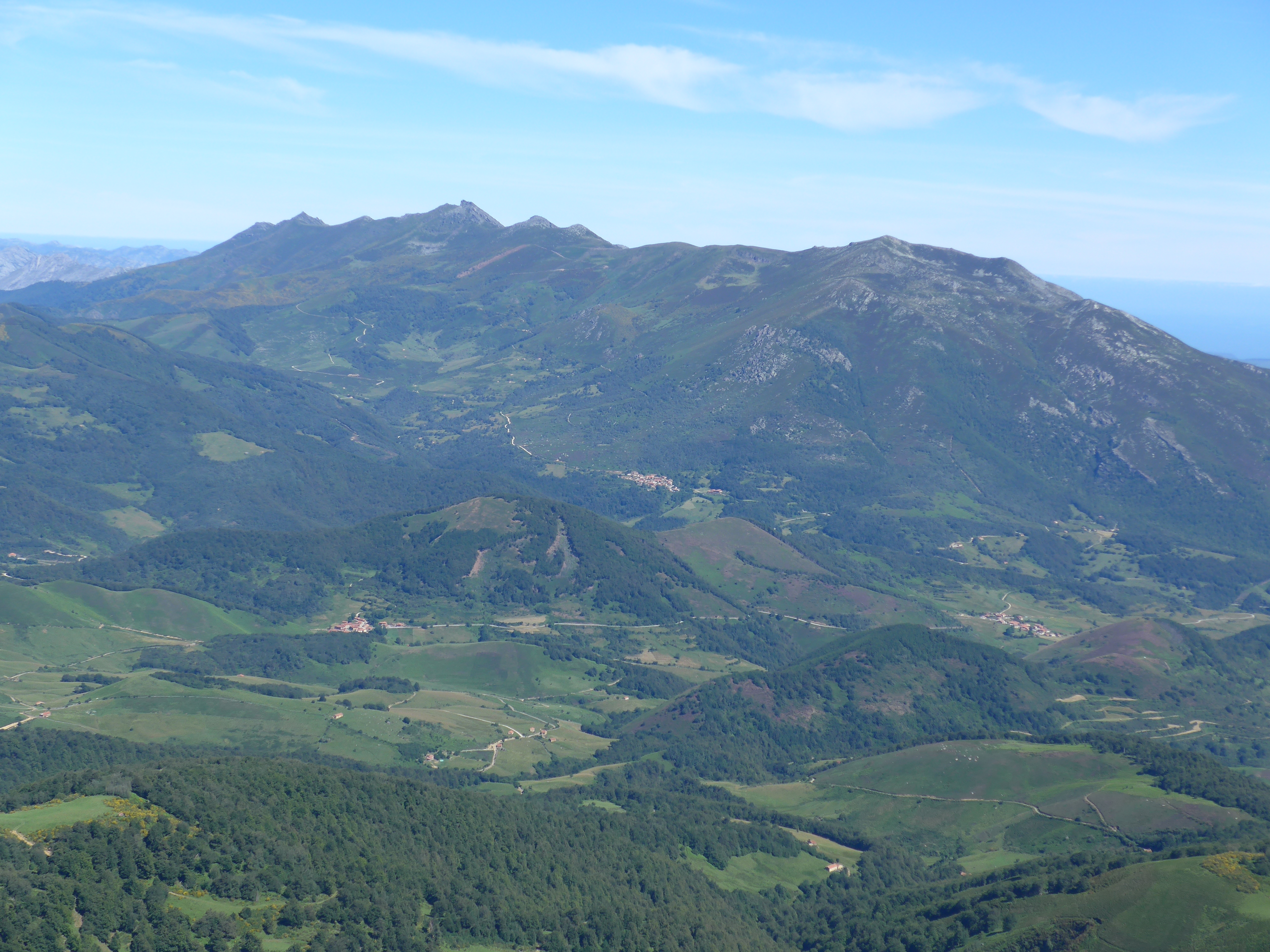
La sierra de Peña Sagra contemplada desde el mirador de la Fuente del Chivo

El collado de la Fuente del Chivo es un paso en la intersección de las sierras de Híjar y del Cordel, en Cantabria (España), que cierra el circo de Tres Mares por el norte. Desde su extremo oriental se eleva el pico Cornón y desde poniente el Tres Mares. Su ladera meridional, que da al valle de Campoo, es menos empinada y abrupta que la septentrional, que se abre al valle del Nansa y Polaciones.

## Altitud
La carretera que culmina en el collado de la Fuente del Chivo a 1992 m s. n. m. es la carretera asfaltada (CA-916) más elevada de toda la cordillera Cantábrica.

## Descripción
La carretera de acceso está cerrada prácticamente todo el invierno, pues los telesillas y pistas de esquí de la estación de Alto Campoo atraviesan la carretera que se cubre de nieve en invierno.
Muy cerca de su cota superior, y del lado de Polaciones, hay un manantial permanente de agua gélida aún en verano y que da nombre al collado. A pocos metros del mismo se forma el arroyo Joaspal, que unido al Collarín, es una de las principales fuentes del Nansa. Como comunicación entre los valles de Polaciones e Híjar es muy poco transitado, debido a lo escarpado del terreno en su vertiente norte: 

"desde nuestro visitado pueblo de Tresabuela puede hacerse con menos comodidad la subida, aliviando el cansancio con las delgadas y frescas aguas de la fuente del Chivo, casi ya en la cumbre."
 José María de Cossío, Rutas literarias de la Montaña.

En la cuenca de Pidruecos, abierta al sur, nacen los arroyos que formarán el río Híjar, origen del Ebro y el Guares, tributario del primero.
El collado es amplio y accesible con automóvil, en él termina la carretera CA-916 en una explanada desde la que se ofrece un excelente panorama de los valles del Saja, del Nansa, de Valdeprado, de los macizos de Peña Sagra y de los Picos de Europa y del Cantábrico. Por el lado opuesto, las vistas abarcan desde el valle de Campoo, hasta Las Merindades burgalesas. 
En la mencionada explanada hay un pequeño refugio de piedra con un poema de Gerardo Diego dedicado al pico Tres Mares, como símbolo de España, al ser el origen de "tres destinos:
Mediterráneo, Atlántico, Cantábrico."
En sus proximidades se encuentran interesantes endemismos botánicos, como la prímula cantábrica (Androsace cantabrica), especie muy escasa y amenazada por la actividad de la estación invernal. En las crestas anejas al collado es frecuente ver al buitre leonado y la población de rebeco cantábrico (Rupicapra pyrenaica parva), reintroducido en la última década del siglo xx, está definitivamente asentada.

## Ciclismo
La Fuente del Chivo ha recibido la catalogación como puerto de categoría especial. Ha sido final de etapa de la Vuelta a España en una ocasión (2015), con el siguiente resultado:
| Año  | Etapa | Fecha           | Cat. | Salida  | km  | Ganador              | Líder     |
| 2015 | 14.ª  | 5 de septiembre | Esp. | Vitoria | 215 | Alessandro De Marchi | Fabio Aru |

Su ascensión comienza en Alto Campoo, que acogió finales de etapa en tres ediciones de la Vuelta (1985, 1987 y 1993), para continuar hasta el mirador de Fuente del Chivo.